# Edenor

Logo

Empresa Distribuidora y Comercializadora Norte S.A. (Edenor) é uma companhia elétrica argentina, sediada em Buenos Aires, ela é subsidiaria de Pampa Energía.

## História
A companhia foi estabelecida em 1992.